# Coniceromyia bilineata
Coniceromyia bilineata är en tvåvingeart som beskrevs av Giar-Ann Kung och Brown 2000. Coniceromyia bilineata ingår i släktet Coniceromyia och familjen puckelflugor. Inga underarter finns listade i Catalogue of Life.